# Christen Dalsgaard
Christen Dalsgaard, född 30 oktober 1824, död 11 februari 1907, var en dansk målare.
Dalsgaard var från 1862 teckningslärare vid Sorø Akademi, och ägnade sig med förkärlek åt framställning av danskt folkliv. Bland hans verk märks sådana som Utpantning och en fattig hantverkare på landet och Kyrkotagningen. Dalsgaard målade även historiska genrebilder samt altartavlor. Dalsgaard är representerad vid bland annat Nationalmuseum i Stockholm.

## Utmärkelser
- Neuhausenska priset,  1859
- Thorvaldsenmedaljen,  1861
- Riddare av Dannebrogorden,  1879[4]
- Dannebrogsmännens hederstecken,  1904[4]

[Redigera Wikidata]